# Bahnhof Chorleywood

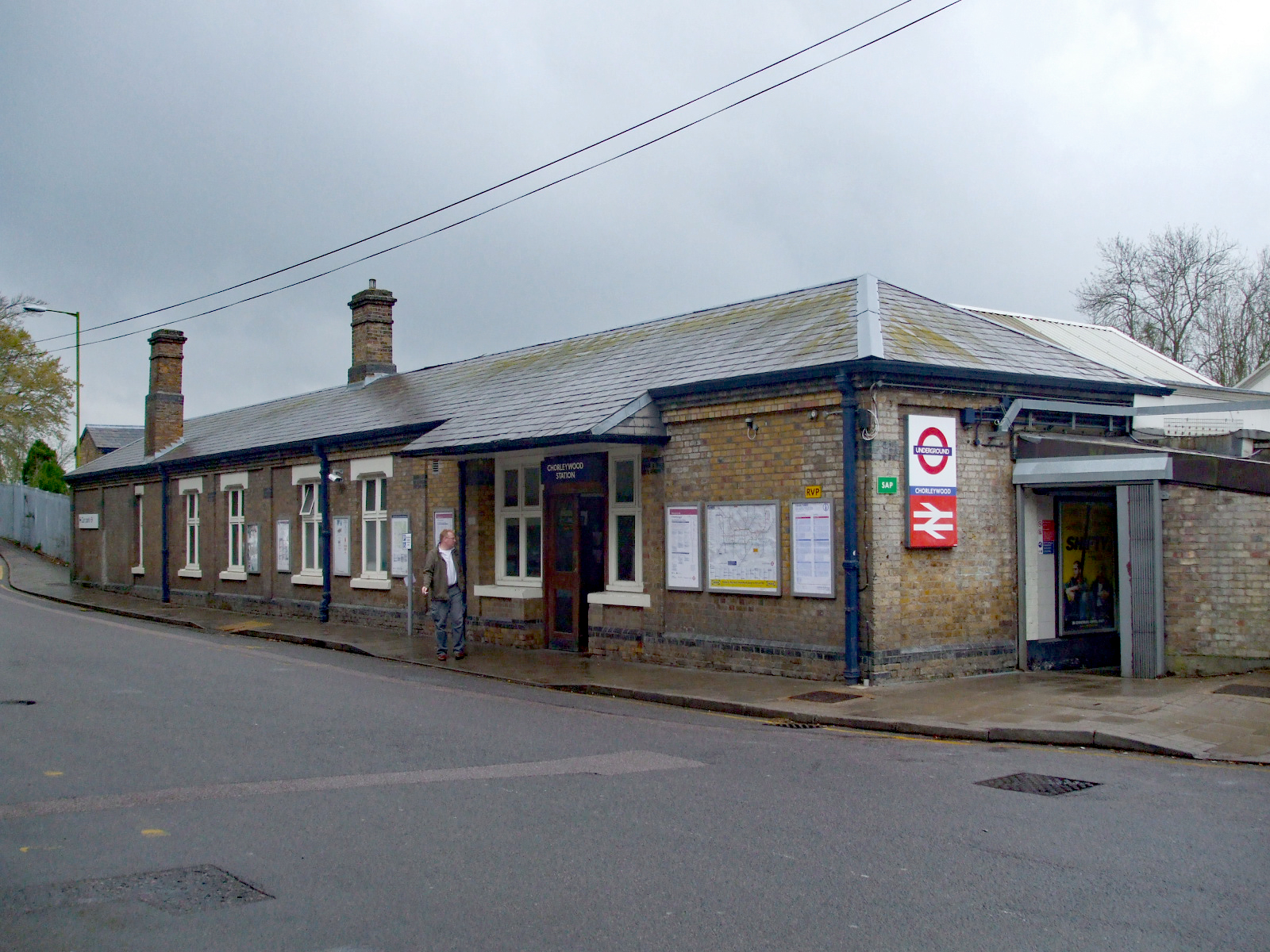
Bahnhof Chorleywood

Chorleywood ist ein Bahnhof nordwestlich von London in der Travelcard-Tarifzone 7. Er befindet sich am Station Approach in der Ortschaft Chorleywood, im Distrikt Three Rivers der Grafschaft Hertfordshire. Chorleywood ist eine von 14 Stationen der London Underground, die außerhalb von Greater London liegen. 0,99 Millionen U-Bahn-Fahrgäste nutzten im Jahr 2013 den Bahnhof, hinzu kamen 0,632 Millionen Fahrgäste der Eisenbahn.

## Betrieb

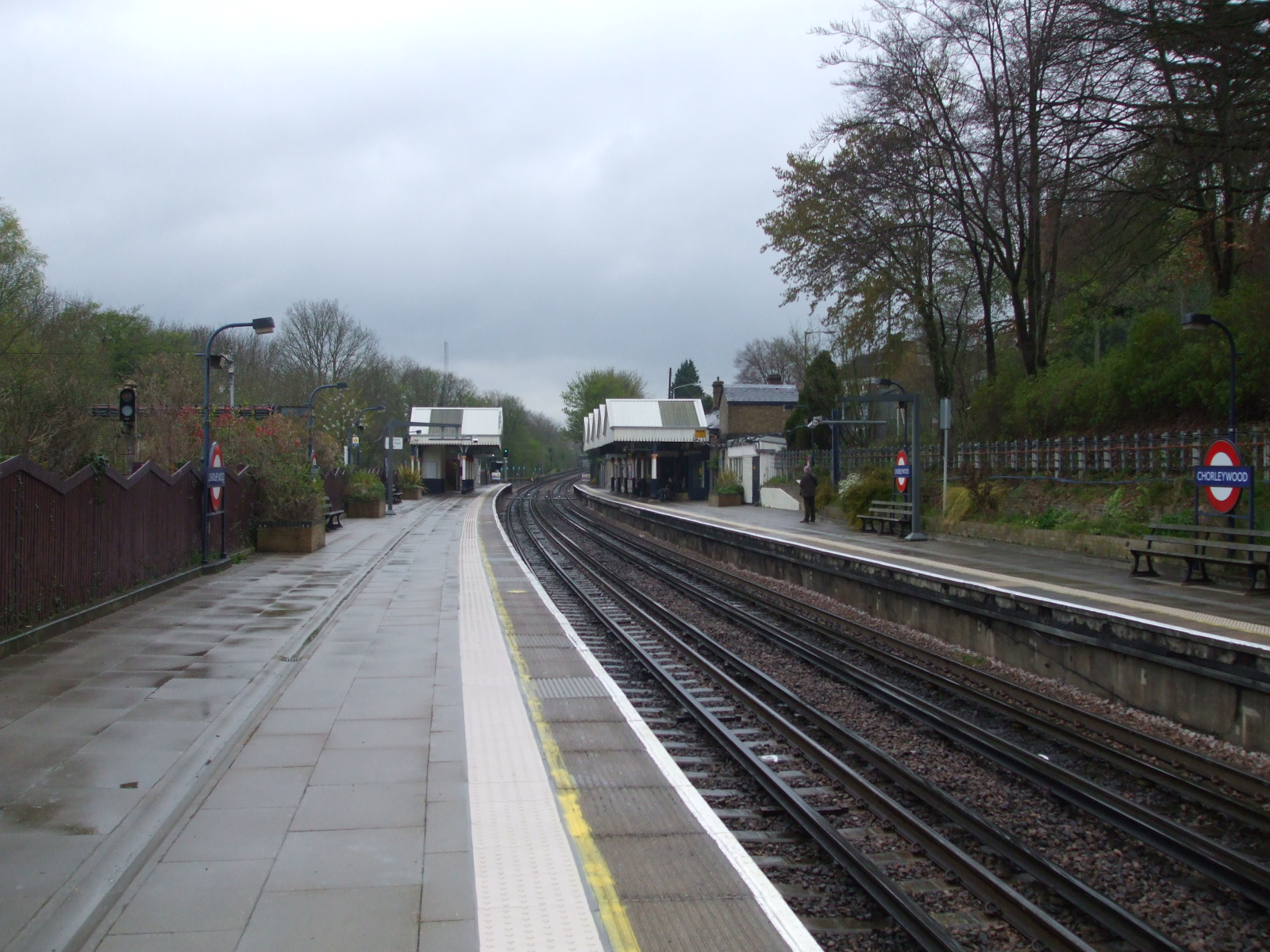
Blick auf die Bahnsteige

Der Bahnhof verfügt über zwei Durchgangsgleise mit je einem Seitenbahnsteig. Es verkehren U-Bahnen der Metropolitan Line sowie Vorortszüge der Bahngesellschaft Chiltern Railways. Fast alle Züge der Metropolitan Line, die über Chorleywood fahren, gelten als Schnellzüge, da sie auf dem Weg zur Baker Street in der Innenstadt mehrere Stationen ohne Halt passieren (ausgenommen in den Randstunden).
Der doppelspurige Streckenabschnitt von der Verzweigung Croxleyhall Junction östlich von Rickmansworth bis Amersham weist eine besondere Betriebssituation auf: Sämtliche Züge, sowohl die elektrische U-Bahn als auch Dieseltriebzüge und Güterzüge der Eisenbahn, befahren dieselben Gleise.

## Geschichte
Die Metropolitan Railway (Vorgängergesellschaft der Metropolitan Line) eröffnete den Bahnhof am 8. Juli 1889 unter dem Namen Chorley Wood. Der Name des Bahnhofs wurde dreimal geändert: Am 1. November 1915 in Chorley Wood & Chenies, im Jahr 1934 zurück zur ursprünglichen Bezeichnung Chorley Wood und im Jahr 1964 schließlich in Chorleywood. Die Underground-Strecken nordwestlich von Rickmansworth wurden als letzte des gesamten Netzes elektrifiziert, am 12. September 1960. Der letzte dampfbetriebene Zug verkehrte am 10. September 1961.
Als der Bahnhof eröffnet wurde, lag er zunächst mehrere hundert Meter von der nächstgelegenen Siedlung entfernt. 1894 kaufte der Investor James Beckley das Gebiet rund um den Bahnhof und parzellierte es. Innerhalb weniger Jahre entstand eine spätviktorianische Siedlung mit über 150 Gebäuden, deren Baustil überwiegend vom Arts and Crafts Movement beeinflusst ist. Der Dichter und Publizist John Betjeman bezeichnete die Bahnhofsiedlung von Chorleywood in einer 1973 entstandenen BBC-Dokumentationsserie als „das eigentliche Metro-land“ (the essential Metro-land), also als Musterbeispiel für die gezielte Schaffung von Vorstädten mit gehobener Lebensqualität entlang von Strecken der Metropolitan Railway. Seit 1990 stehen der Bahnhof und die umliegende Siedlung als Chorleywood station estate conservation area unter Denkmalschutz.